# 印度-太平洋經濟框架

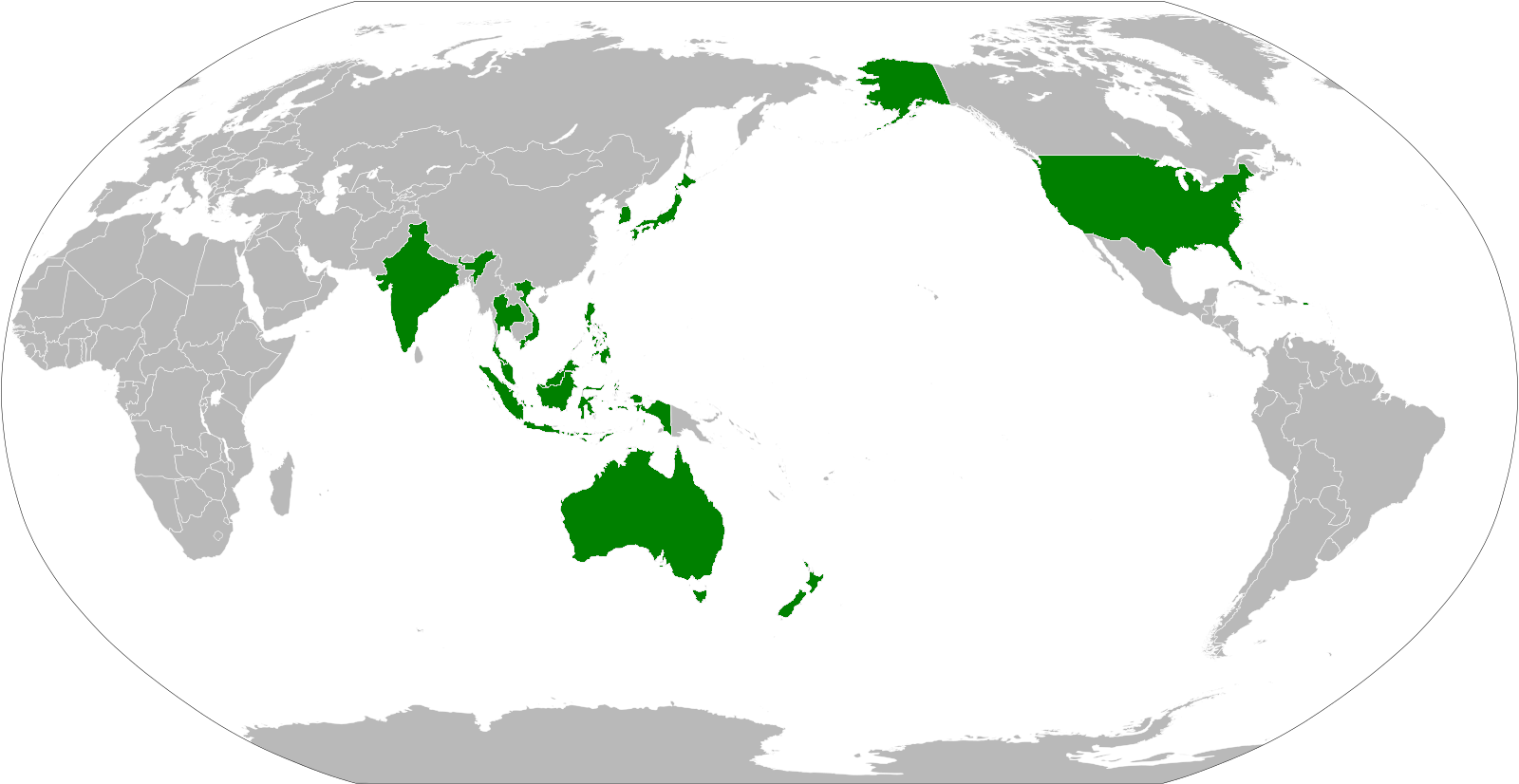
IPEF首輪參與的國家

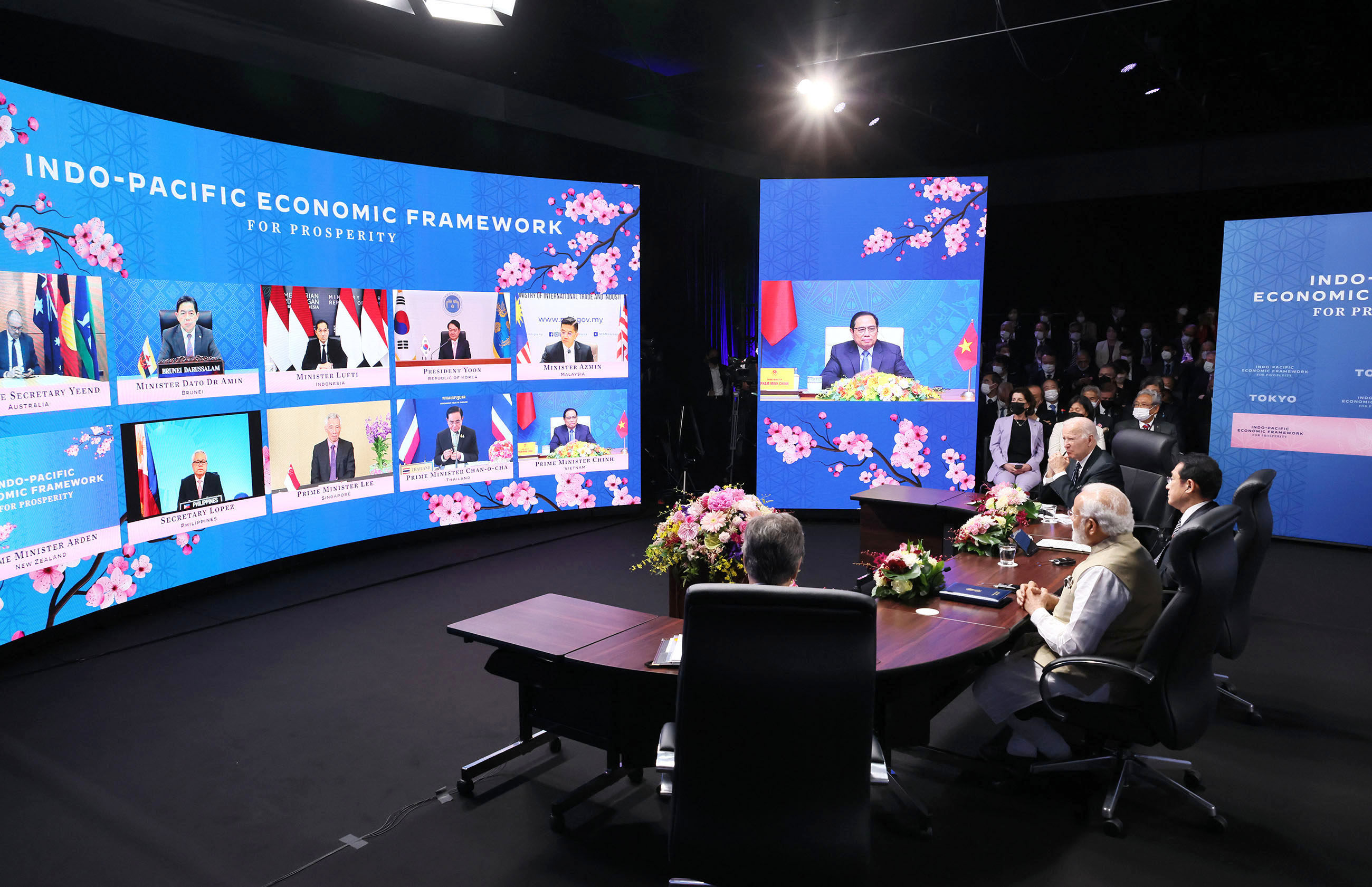
2022年5月23日印太經濟框架啟動會議

印度-太平洋经济框架（英語：Indo-Pacific Economic Framework for Prosperity，縮寫：IPEF），又称印太經濟框架、印太經濟架構，是美国等13个印太地区国家于2022年5月23日在日本东京正式启动的经济合作机制。该框架由美國總統喬·拜登于2021年10月举行的东亚峰会上提出，创始成员国占世界GDP的40%。该架構将侧重于四个关键支柱：「公平和有弹性的贸易」、「供应链弹性」、「基础设施、清洁能源和脱碳」、「税收和反腐败」。

## 成立目的
美國與中國的戰略競爭日趨激烈，美國希望加強與印太地區各國的經濟層面聯絡。印度總理莫迪出席23日的活動時表示，「IPEF體現了將印太地區變為世界經濟增長引擎這種我們的意志」，似乎認為其有助於本國供應鏈的強化，於是決定參加。

## 成员國
- 美国
- 斐济[5]
- 新西兰
- 印度（不參與貿易支柱）
- 泰國
- 马来西亚
- 印度尼西亞
- 菲律賓
- 越南
- 日本
- 新加坡

## 協議
2023年11月簽署「強化供應鏈協定」，並於2024年2月生效。2024年6月簽署「清潔經濟協定」、「公平經濟協定」及「印太經濟架構總體協定」。